# Nyamitanga (vattendrag i Burundi, Bujumbura Rural)
Nyamitanga är ett vattendrag i Burundi.   Det ligger i provinsen Bujumbura Rural, i den västra delen av landet, 24 km söder om huvudstaden Bujumbura.
Omgivningarna runt Nyamitanga är en mosaik av jordbruksmark och naturlig växtlighet. Runt Nyamitanga är det tätbefolkat, med 276 invånare per kvadratkilometer.